# Irene Cordioli
Irene Cordioli (Villafranca di Verona, 30 ottobre 1985) è una calciatrice italiana, di ruolo difensore, svincolata dal luglio 2017.

## Palmarès
- Campionato italiano di Serie A2: 2

Fortitudo Mozzecane: 2011-2012
Valpo Pedemonte: 2012-2013
- Campionato italiano di Serie B: 1

Valpolicella: 2016-2017